# Amber Halliday
Amber Halliday (ur. 13 listopada 1979 w Canberze) – australijska wioślarka.

## Osiągnięcia
- Mistrzostwa Świata – Zagrzeb 2000 – czwórka podwójna wagi lekkiej – 2. miejsce[1].
- Mistrzostwa Świata – Lucerna 2001 – czwórka podwójna wagi lekkiej – 1. miejsce[1].
- Mistrzostwa Świata – Sewilla 2002 – dwójka podwójna wagi lekkiej – 1. miejsce[1].
- Mistrzostwa Świata – Mediolan 2003 – dwójka podwójna wagi lekkiej – 2. miejsce[1].
- Igrzyska Olimpijskie – Ateny 2004 – dwójka podwójna wagi lekkiej – 4. miejsce[1].
- Mistrzostwa Świata – Eton 2006 – dwójka podwójna wagi lekkiej – 2. miejsce[1].
- Mistrzostwa Świata – Monachium 2007 – dwójka podwójna wagi lekkiej – 1. miejsce[1].
- Igrzyska Olimpijskie – Pekin 2008 – dwójka podwójna wagi lekkiej – 8. miejsce[1].